# Sabrina Washington
Sabrina Washington (née Sabrina Fredrica Washington le 27 octobre 1978 à Londres) est une chanteuse, danseuse et auteure anglaise qui fut membre et une des fondatrices avec Alesha Dixon du groupe Mis-Teeq.
Elle prépare son premier album "Dirty Pop" qui devrait sortir en 2012.

## Biographie
La carrière de Sabrina Washington commence en 1999 quand elle rencontre Alesha Dixon lorsqu'elles rejoignent Dance Attic (une classe de dance populaire dans l'ouest londonien) et décidèrent de former un duo. Alors qu'elles commencent à enregistrer un album démo intitulé Inspiration, elles rencontrent Su-Elise Nash au cours d'une audition, et ensemble forment un trio. Peu après, elles signent chez Telstar Records avec un nouveau membre Zena McNally, et deviennent le groupe de R&B: Mis-Teeq.
Sabrina, Alesha, et Su-Elise sortent leur premier album Lickin' On Both Sides en 2001. On peut y trouver les tubes All I Want, One Night Stand, B With Me et Roll On / This Is How We Do It. En 2003, elles sortent leur second album Eye Candy avec le hit Scandalous (single qui a fait leur renommé en Europe et aux États-Unis), Can't Get it Back et Style. À la suite des deux albums, elles font une tournée aux États-Unis en 2004 et sortent leur seul album américain Mis-Teeq, une compilation des albums Lickin' On Both Sides et Eye Candy.
Telstar Records fait faillite, le groupe rejoint alors Universal Recording Co. seulement pour avoir accepté de sortir un Greatest hits.
En 2005, elles sortent une compilation qui contient tous les tubes qu'elles ont sorti en vidéo et audio des albums Lickin' On Both Sides et Eye Candy. La dernière chanson enregistrée était Shoo Shoo Baby, enregistrée pour l'animation : Vaillant, pigeon de combat !. C'était une chanson bonus de la compilation.
En 2006, Sabrina Washington signe un accord avec le label Boomtunes. Elle change de nom de scène pour Puma Washington, ce qui crée une spéculation. En juin 2006, elle crée son profil Myspace avec une chanson intitulée Puma Washington. Elle a confirmé enregistrer un clip pour la chanson en Août 2006, mais il n'est jamais sorti.
En 2010, Sabrina Washington a laissé tomber ses anciens projets pour se concentrer sur une nouvelle carrière sous son vrai nom, Sabrina Washington. Son single OMG (Oh My Gosh) est attendu pour le 5 avril 2010. La chanson est par contre déjà disponible sur internet.

## Discographie

### Albums
- Dirty Pop (Prévu en 2012)

### Singles
| Année | Titre              | Album     |
| ----- | ------------------ | --------- |
| 2010  | "Oh My Gosh (OMG)" | Dirty Pop |
| 2012  | "Lock Down"        | Dirty Pop |
| 2012  | "Hit It Hard"      | Dirty Pop |

### Participation
| Année | Titre                                             | Album |
| ----- | ------------------------------------------------- | ----- |
| 2012  | "Make It Hot" (DJ Assad feat. Sabrina Washington) | —     |